# Janów (Łódź)
Janów – osiedle w Łodzi położone na terenie dzielnicy Widzew, o powierzchni około 10 hektarów. Rozpościera się w rejonie ulicy Kosodrzewiny.
Administracyjnie przynależy do osiedla Olechów-Janów.

## Położenie i granice
Osiedle Janów znajduje się w dzielnicy Widzew na wschodzie Łodzi. Od wschodu granicą osiedla jest wieś Nery położona za ulicą Hetmańską, od zachodu ulica Augustów, od północy tory kolejowe za ulicą Rokicińską a od południa rury elektrociepłowni EC-4.

## Historia
Dawniej samodzielna miejscowość. Od 1867 w gminie Nowosolna. W okresie międzywojennym należał do powiatu łódzkiego w woj. łódzkim. W 1921 roku liczył 333 mieszkańców. 1 września 1933 utworzono gromadę (sołectwo) Janów w granicach gminy Nowosolna, składającą się z północnej połowy wsi Janów (od szosy); południowa połowa weszła w skład gromady Augustów. Podczas II wojny światowej włączony do III Rzeszy. 
Po wojnie Janów powrócił na krótko do powiatu łódzkiego woj. łódzkim, lecz już 13 lutego 1946 włączono go do Łodzi.
Współczesne osiedle powstało w połowie lat 90. XX wieku. W 2015 uruchomiono torowisko tramwajowe przy okazji remontu trasy WZ.

## Ważne miejsca
Ważne miejsca na Osiedlu Janów to:
- kościół parafialny im. św. papieża Jana XXIII,
- osiedle mieszkaniowe RSM BAWEŁNA,
- osiedle komunalne Ketlinga,
- osiedle mieszkaniowe WTBS,
- osiedle Szlacheckie (BRE.locum),
- obiekty sportowe MOSiR (boiska do siatkówki plażowej, piłki nożnej, koszykówki, korty tenisowe, stoły do tenisa stołowego),
- biblioteka Miejska przy ulicy Ketlinga,
- przedszkole miejskie
- krańcówka autobusowa MPK przy ulicy Hetmańskiej.